# Olav Heimdal
Olav Heimdal (20 febbraio 1954) è un ex calciatore norvegese, di ruolo centrocampista.

## Carriera
Heimdal ha vestito la maglia dell'Haugar. Il 16 settembre 1980, ha giocato la prima partita nella Coppa delle Coppe 1980-1981, venendo schierato titolare nel pareggio per 1-1 maturato sul campo del Sion. L'Haugar, al tempo militante in 2. divisjon, ha disputato questa manifestazione in virtù della sconfitta in finale nel Norgesmesterskapet 1979 contro il Viking; il contemporaneo successo in campionato della squadra ha garantito quindi l'accesso della squadra alla Coppa delle Coppe.
Al termine del campionato 1980, l'Haugar ha centrato la promozione nella massima divisione norvegese. Nel corso del 1981, Heimdal ha pertanto giocato in 1. divisjon.
È poi passato al Djerv 1919. Con questa maglia, Heimdal ha disputato complessivamente 356 incontri.